# Sapowednoje

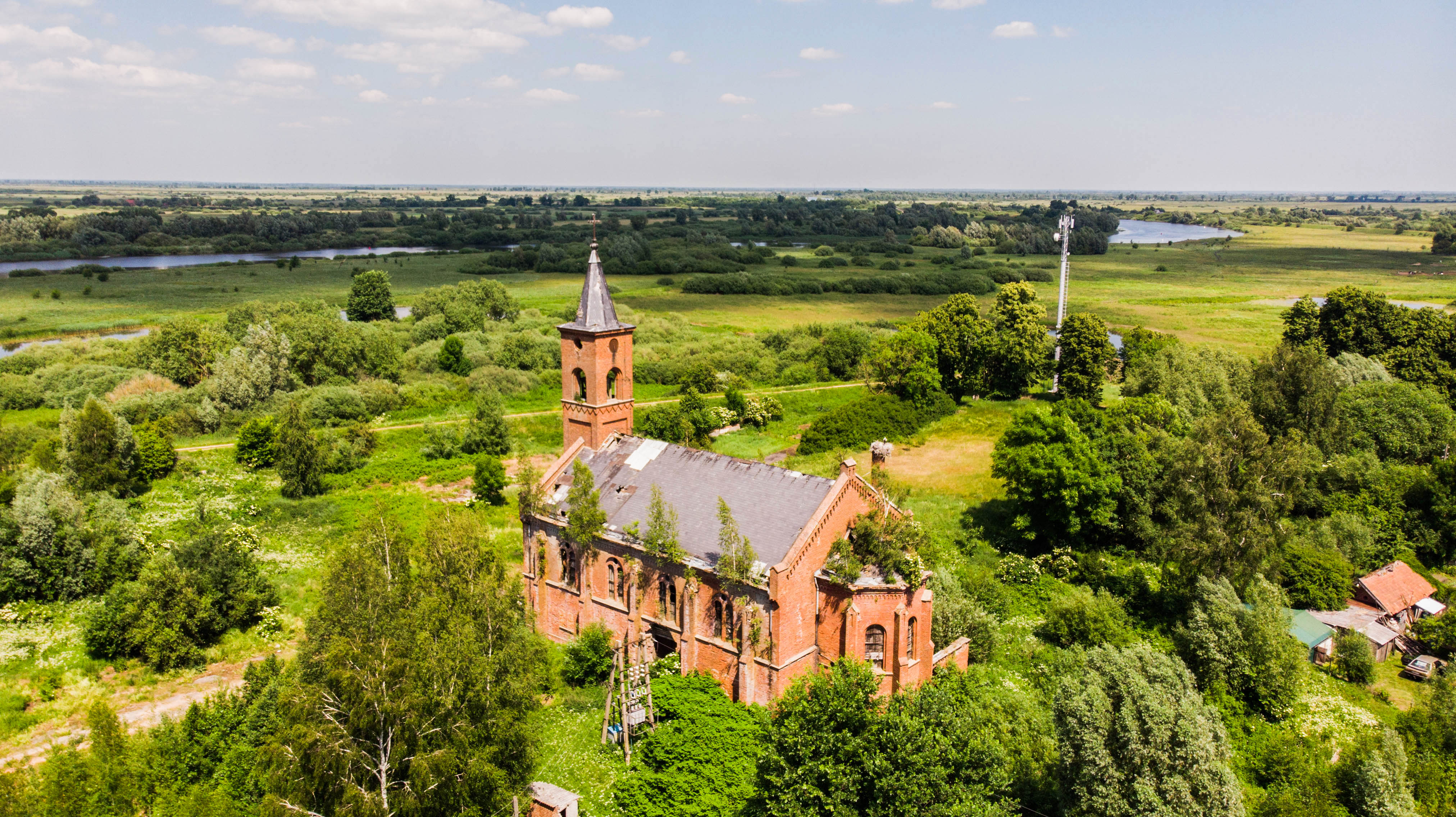
Dorfkirche von oben

Sapowednoje (russisch Заповедное, deutsch Seckenburg, bis 1924 Groß Kryszahnen, litauisch Kryžionai) ist ein Ort im Rajon Slawsk in der russischen Oblast Kaliningrad. Er gehört zur kommunalen Selbstverwaltungseinheit Stadtkreis Slawsk im Rajon Slawsk.

## Geographische Lage
Sapowednoje liegt 19 Kilometer nordwestlich der Stadt Slawsk (Heinrichswalde) und ist auf der Kommunalstraße 27K-170, die bei Timirjasewo (Neukirch) von der Regionalstraße 27A-034 (ex R513) abzweigt, über Dublinino (Doblienen) erreichbar. Ab 1911 war Groß Kryszahnen bzw. Seckenburg Kleinbahnendstation einer von (Groß) Brittanien (heute russisch: Schtscheglowka) kommenden Bahnstrecke der Niederungsbahn (ab 1939 „Elchniederungsbahn“), die 1929 durch Busverkehr ersetzt wurde.

## Geschichte
Seckenburg an der Gilge (russisch: Matrossowka) war ein Marktflecken und Kirchspiel im Regierungsbezirk Gumbinnen, Kreis Niederung (ab 1938: Kreis Elchniederung), in Ostpreußen.
Der Ort hieß bis 1924 nehrungskurisch Kryszahnen beziehungsweise Groß Kryszahnen. Der Name deutet auf Luftwirbel. 1570 wurde das Dorf erstmals urkundlich erwähnt. In Groß Kryszahnen waren 1910 353 Einwohner registriert. Am 6. November 1924 schlossen sich die Landgemeinden Baumkrug und Klein Kryszahnen (beide heute nicht mehr existent) mit Groß Kryszahnen und Teilen von Elbings Kolonie (russisch: Bolschaja Nemoninka, nicht mehr existent) zur neuen Landgemeinde Seckenburg zusammen. Die Einwohnerzahl der so geformten Landgemeinde belief sich 1925 auf 1.047, stieg bis 1933 auf 1.171 und betrug 1939 bereits 1.490.
Am 14. März 1934 wurde Seckenburg Amtsdorf durch Umbenennung des bisherigen Amtsbezirks Tawellningken (1938 bis 1946: Tawellenbruch, russisch: Bisserowo, nicht mehr existent) in „Amtsbezirk Seckenburg“. Er bestand bis 1945 und umfasste sechs Dörfer.
Nach der Eroberung der Elchniederung am Ende des Zweiten Weltkriegs durch die Rote Armee und der Vertreibung der damaligen deutschen Bewohner wurde der Ort 1947 offenbar nach der russischen Bezeichnung Sapowednik für Naturschutzgebiet in Sapowednoje umbenannt. Gleichzeitig wurde der Ort Sitz eines Dorfsowjets im Rajon Slawsk. Von 2008 bis 2015 gehörte Sapowednoje zur Landgemeinde Timirjasewskoje selskoje posselenije und seither zum Stadtkreis Slawsk.

### Amtsbezirk Seckenburg (1934–1945)
In Umbenennung des 1874 errichteten Amtsbezirks Tawellningken (1938 bis 1946: Tawellenbruch, russisch: Bisserowo, nicht mehr existent) entstand am 14. März 1934 der „Amtsbezirk Seckenburg“ und existierte mit sechs Gemeinden bis 1945:
| Name                   | Änderungsname 1938 bis 1946 | Russischer Name     |
| ---------------------- | --------------------------- | ------------------- |
| Elbings Kolonie        |                             | Bolschaja Nemoninka |
| Kastaunen              |                             |                     |
| Klein Friedrichsgraben |                             | Malaja Nemoninka    |
| Schaugsten             | Altengilge                  | Sennoje             |
| Seckenburg             |                             | Sapowednoje         |
| Tawellningken          | Tawellenbruch               | Bisserowo           |

### Sapowednenski selski Sowet/okrug 1947–2008
Der Dorfsowjet Sapowednenski selki Sowet (ru. Заповедненский сельский Совет) wurde im Juni 1947 eingerichtet. Nach dem Zerfall der Sowjetunion bestand die Verwaltungseinheit als Dorfbezirk Sapowednenski selski okrug (ru. Заповедненский сельский округ). Im Jahr 2008 wurden die verbliebenen Orte des Dorfbezirks in die neugebildete Landgemeinde Timirjasewskoje selskoje posselenije eingegliedert, mit Ausnahme von Plodowoje, das zur Jasnowskoje selskoje posselenije kam.
| Ortsname                                | Name bis 1947/50                                   | Bemerkungen                                                                                         |
| --------------------------------------- | -------------------------------------------------- | --------------------------------------------------------------------------------------------------- |
| Aisty (Аисты)                           | Neuhof-Reatischken, 1938–1945: „Budeweg“           | Der Ort wurde 1950 umbenannt.                                                                       |
| Bisserowo (Бисерово)                    | Tawellningken, 1938–1945: „Tawellenbruch“          | Der Ort wurde 1947 umbenannt und vermutlich vor 1975 an den Ort Sapowednoje angeschlossen.          |
| Bolschaja Nemoninka (Большая Немонинка) | Elbings Kolonie                                    | Der Ort wurde 1950 umbenannt und vor 1975 verlassen.                                                |
| Bolschije Bereschki (Большие Бережки)   | Alt Lappienen, 1938–1945: „Rauterskirch“           | Der Ort wurde 1947 umbenannt.                                                                       |
| Brusnitschnoje (Брусничное)             | Julienbruch                                        | Der Ort wurde 1947 umbenannt und vor 1975 verlassen.                                                |
| Bugorki (Бугорки)                       | Alt Heidlauken, 1938–1945: „Wiepenheide“           | Der Ort wurde 1950 umbenannt und vor 1975 verlassen.                                                |
| Dolinoje (Долинное)                     | Warszlauken/Warschlauken, 1938–1945: „Warschfelde“ | Der Ort wurde 1947 umbenannt und vor 1975 verlassen.                                                |
| Dublinino (Дублинино)                   | Doblienen                                          | Der Ort wurde vor 1975 umbenannt und verlagerte sich offenbar um etwa vier Kilometer nach Westen.   |
| Fontanka (Фонтанка)                     | Petricken, 1938–1945: „Welmdeich“                  | Der Ort wurde 1947 umbenannt und vor 1975 verlassen.                                                |
| Gorki (Горки)                           | Neu Heidlauken, 1938–1945: „Wiepenbruch“           | Der Ort wurde 1950 umbenannt und vor 1975 verlassen.                                                |
| Gruschewka (Грушевка)                   | Schenkendorf                                       | Der Ort wurde 1947 umbenannt und vor 1975 verlassen.                                                |
| Kamyschino (Камышино)                   | Tranatenberg                                       | Der Ort wurde 1947 umbenannt und vor 1975 verlassen.                                                |
| Kirillowo (Кириллово)                   | Warsze/Warsche                                     | Der Ort wurde 1950 umbenannt und vor 1975 verlassen.                                                |
| Krutoje (Крутое)                        | Andreischken, 1938–1945: „Nassenfelde“             | Der Ort wurde 1947 umbenannt und vor 1975 verlassen.                                                |
| Kustowo (Кустово)                       | Bönkenwiese                                        | Der Ort wurde 1950 umbenannt und vor 1975 verlassen.                                                |
| Kuwschinowo (Кувшиново)                 | Alt Seckenburg                                     | Der Ort wurde 1950 umbenannt und vor 1975 verlassen.                                                |
| Listwennoje (Лиственное)                | Schneckenmoor                                      | Der Ort wurde 1947 umbenannt und vor 1975 verlassen.                                                |
| Malaja Nemoninka (Малая Немонинка)      | Klein Friedrichsgraben                             | Der Ort wurde 1950 umbenannt und vermutlich vor 1975 an den Ort Sapowednoje angeschlossen.          |
| Mochowoje (Моховое)                     | Sadowa                                             | Der Ort wurde 1950 umbenannt und vor 1975 verlassen.                                                |
| Plodowoje (Плодовое)                    | Tawell                                             | Der Ort wurde 1947 umbenannt und war zunächst in den Dorfsowjet Saliwinski eingeordnet.             |
| Poretschje (Поречье)                    | Polenzhof                                          | Der Ort wurde 1947 umbenannt und vor 1975 verlassen.                                                |
| Priwolje (Приволье)                     | Langenberg                                         | Der Ort wurde 1947 umbenannt und vor 1975 verlassen.                                                |
| Prodolnoje (Продольное)                 | Ginkelsmitte                                       | Der Ort wurde 1950 umbenannt und vor 1975 verlassen.                                                |
| Romaschkino (Ромашкино)                 | Johannsdorf                                        | Der Ort wurde 1950 umbenannt und vor 1975 verlassen.                                                |
| Sapowednoje (Заповедное)                | Seckenburg                                         | Verwaltungssitz                                                                                     |
| Saschenzy (Саженцы)                     | Marienbruch                                        | Der Ort wurde 1950 umbenannt und vor 1975 verlassen.                                                |
| Schirokoje (Широкое)                    | Packuß, 1938–1945: „Kussenberg“                    | Der Ort wurde 1947 umbenannt und vermutlich vor 1975 vermutlich an den Ort Dublinino angeschlossen. |
| Seljony Dol (Зелёный Дол)               | Grünwiese bis 1926: Budehlischker Berahmung        | Der Ort wurde 1947 umbenannt und vor 1975 verlassen.                                                |
| Sennoje (Сенное)                        | Schaugsten, 1938–1945: „Altengilge“                | Der Ort wurde 1947 umbenannt und vor 1975 verlassen.                                                |
| Uslowaja (Узловая)                      | Ellernbruch                                        | Der Ort wurde 1947 umbenannt und vor 1975 verlassen.                                                |

## Kirche
Siehe den Hauptartikel → Kirche Seckenburg

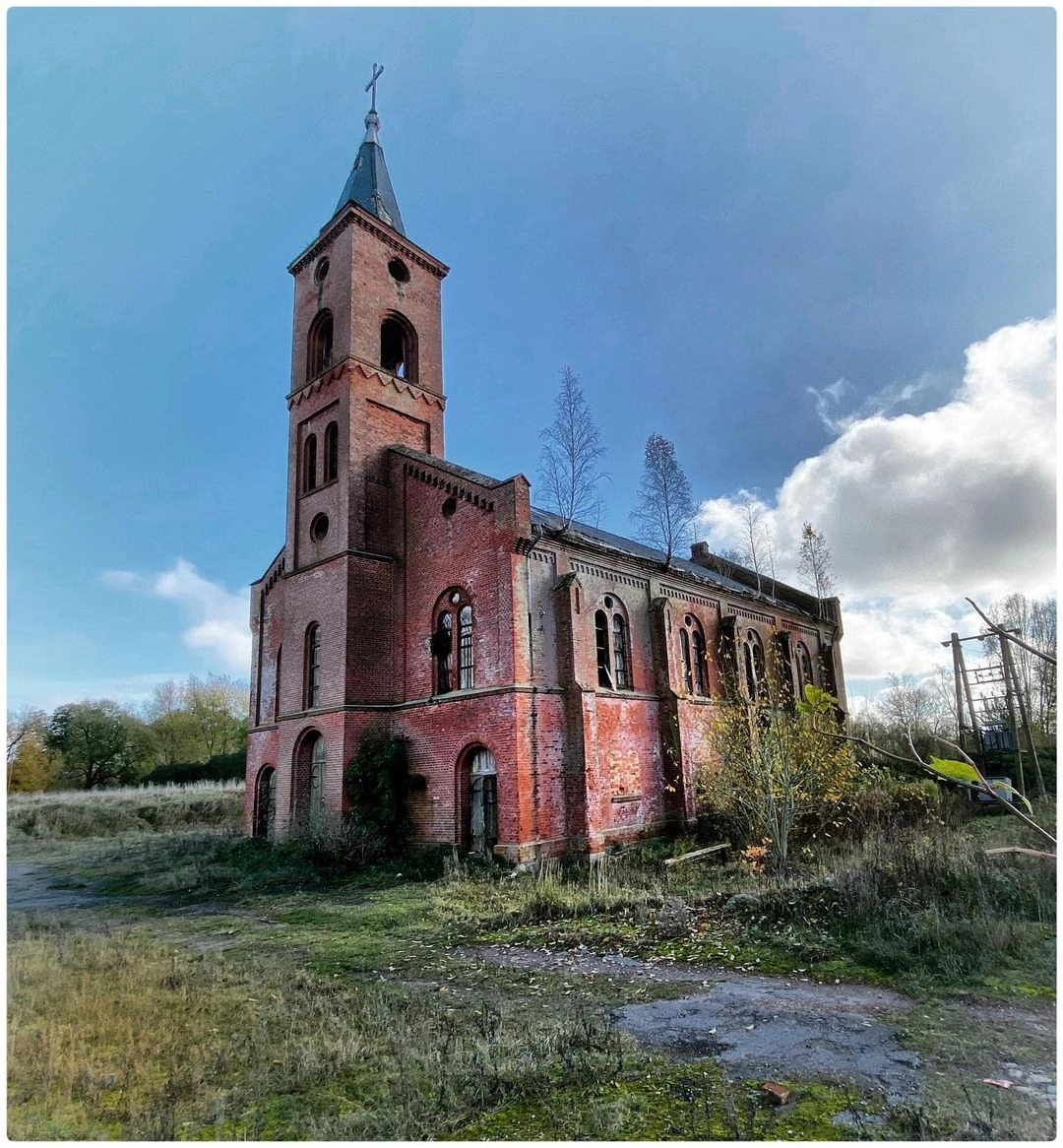
Dorfkirche

### Kirchengebäude
Die Seckenburger Kirche wurde in den Jahren 1890/91 gebaut. Bei ihr handelt es sich um einen unverputzten Backsteinbau mit halb eingezogenem, erst 1896 vollendeten massiven Turm. Die Ausstattung war schlicht.
Die Kirche bestand die Kriege unbeschadet, diente nach 1945 jedoch zweckentfremdet als Lagerhalle. Auf der Westseite brach man eine große Toröffnung für Fahrzeuge durch das Mauerwerk. Die Fenster wurden zugemauert. In den ersten Jahren des 21. Jahrhunderts verfiel das Gebäude immer mehr, wurde in den 2010er Jahren jedoch ausgebessert. Für Gottesdienstzwecke kann die Kirchenruine nicht genutzt werden.

### Kirchengemeinde
Im Jahre 1890 wurde in Seckenburg eine Kirchengemeinde unter Abtrennung von der Kirche Alt Lappienen (heute russisch: Belschije Bereschki) gegründet. Bereits ab 1888 war hier ein eigener Pfarrer tätig. Die Kirche war patronatslos und zählte 1925 4.678 Gemeindeglieder, die in mehr als 20 Kirchspielorten lebten. Die Kirche Seckenburg gehörte bis 1945 zum Kirchenkreis Niederung (Elchniederung) in der Kirchenprovinz Ostpreußen der Kirche der Altpreußischen Union.
Heute liegt Sapowednoje im Einzugsbereich der in den 1990er Jahren neu entstandenen evangelisch-lutherischen Kirchengemeinde in Slawsk (Heinrichswalde). Sie ist Pfarrsitz und gehört zur Propstei Kaliningrad (Königsberg) der Evangelisch-lutherischen Kirche Europäisches Russland.

## Söhne und Töchter des Ortes
- Franz Richter (* 2. August 1882 in Groß Kryszahnen; † 1917), deutscher klassischer Philologe, Religionswissenschaftler
- Hans Malwitz (* 23. April 1891 in Groß Kryszahnen; † 1987), deutscher Architekt